# Coulibistrie River
Der Coulibistrie River ist ein Fluss an der Westküste von Dominica. Es verläuft im Nordwesten des Parish Saint Joseph und mündet westlich des gleichnamigen Dorfes Coulibistrie ins Karibische Meer.

## Geographie
Ein Quellfluss des Coulibistrie entspringt kurz unterhalb des Berges Morne Les Resources (⊙) in ca. 900 m Höhe über dem Meer, nahe der Grenze zum Parish Saint Peter und nördlich des Kachibona Lakes in der Savanne Gommier. Er verläuft in südwestlicher Richtung und erhält unterwegs weitere Zuflüsse. Eine zweite Hauptquelle liegt im Gebiet Soucal—Balata. Karten verzeichnen eine Gabelung im Gebiet Deux Bras  und dementsprechend zwei Mündungen bei Coulibistrie, sowie südlich von Morne Raquette, in der Nähe des Sunset Bay Clubs bei Batali.
Das Tal des Coulibistrie River im gleichnamigen Ort ist tief eingeschnitten. Viele der Gebäude sind auf den großen Felsblöcken erbaut, die den Talgrund bedecken. Der Tropensturm Erika ließ den Fluss 2015 über die Ufer treten und richtete im Ort Verwüstungen an.
Benachbarte Fließgewässer sind die Ravine Bouleau im Norden, der Lagon Bay River in Morne Raquette und der Batali River im Süden.